# Paulinho Villas Boas
Paulo Villas Boas de Almeida (São Paulo, 26 de janeiro de 1963) é basquetebolista brasileiro, com diversas passagens pela seleção brasileira, destacando-se sua participação no grupo que foi medalha de ouro nos Jogos Pan-Americanos de Indianápolis, em 1987.

## Clubes em que atuou
- Palmeiras, São Paulo
- Sírio, São Paulo
- Monte Líbano, São Paulo
- Flamengo, Rio de Janeiro
- Rio Claro, São Paulo[2]
- Guaru, São Paulo
- Mogi das Cruzes, São Paulo[2]
- Corinthians, São Paulo
- Banco Bandeirantes/Barueri, São Paulo[2]
- Mackenzie/Microcamp, São Paulo
- Unisanta, São Paulo

## Principais conquistas

### Pela seleção brasileira
- 5º lugar nos Jogos Olímpicos de Seul (Coréia – 1988)
- 5º lugar nos Jogos Olímpicos de Barcelona (Espanha – 1992)
- Campeão no Torneio Pré-Olímpico das Américas (Brasil – 1984)
- Campeão no Torneio Pré-Olímpico das Américas (Uruguai – 1988)
- 3º lugar no Torneio Pré-Olímpico das Américas (Estados Unidos – 1992)
- 4º lugar no Campeonato Mundial (Espanha – 1986)
- 11º lugar no Campeonato Mundial(Canadá – 1994)
- Medalha de ouro nos Jogos Pan-Americanos de Indianápolis (Estados Unidos – 1987)
- 5º lugar nos Jogos Pan-Americanos de Mar del Plata (Argentina – 1991)
- Campeão Sul-Americano (Colômbia – 1985)
- Campeão Sul-Americano (Equador – 1989)
- Vice-campeão Sul-Americano (Venezuela – 1991)
- Campeão Sul-Americano(Brasil – 1993)
- 3º lugar no Campeonato Mundial Juvenil (Espanha – 1983)
- Vice-campeão na Copa Pan-Americana Juvenil (Argentina – 1980)
- Campeão na Copa Pan-Americana Juvenil (Brasil – 1982)
- Vice-campeão Sul-Americano Juvenil (Venezuela – 1981)
- 3º lugar no Campeonato Sul-Americano Juvenil (Uruguai – 1982)

### Pelos clubes
- Campeão do Campeonato Sul-Americano (Sírio – 1983)
- Campeão do Campeonato Brasileiro (Sírio – 1983)
- Campeão do Campeonato Brasileiro (Monte Líbano – 1987)
- Campeão do Campeonato Brasileiro (Rio Claro - 1992)
- Campeão do Campeonato Brasileiro (Rio Claro - 1995)
- Campeão do Campeonato Carioca (Flamengo – 1999)
- Campeão do Campeonato Paulista (Rio Claro – 1991)
- Campeão do Campeonato Paulista (Rio Claro – 1993)
- Campeão do Campeonato Paulista (Rio Claro – 1994)
- Campeão do Campeonato Paulista (Mogi das Cruzes – 1996)[2]
- Campeão do Campeonato Paulista (Mackenzie/Microcamp – 1998)